# Politique au Pérou

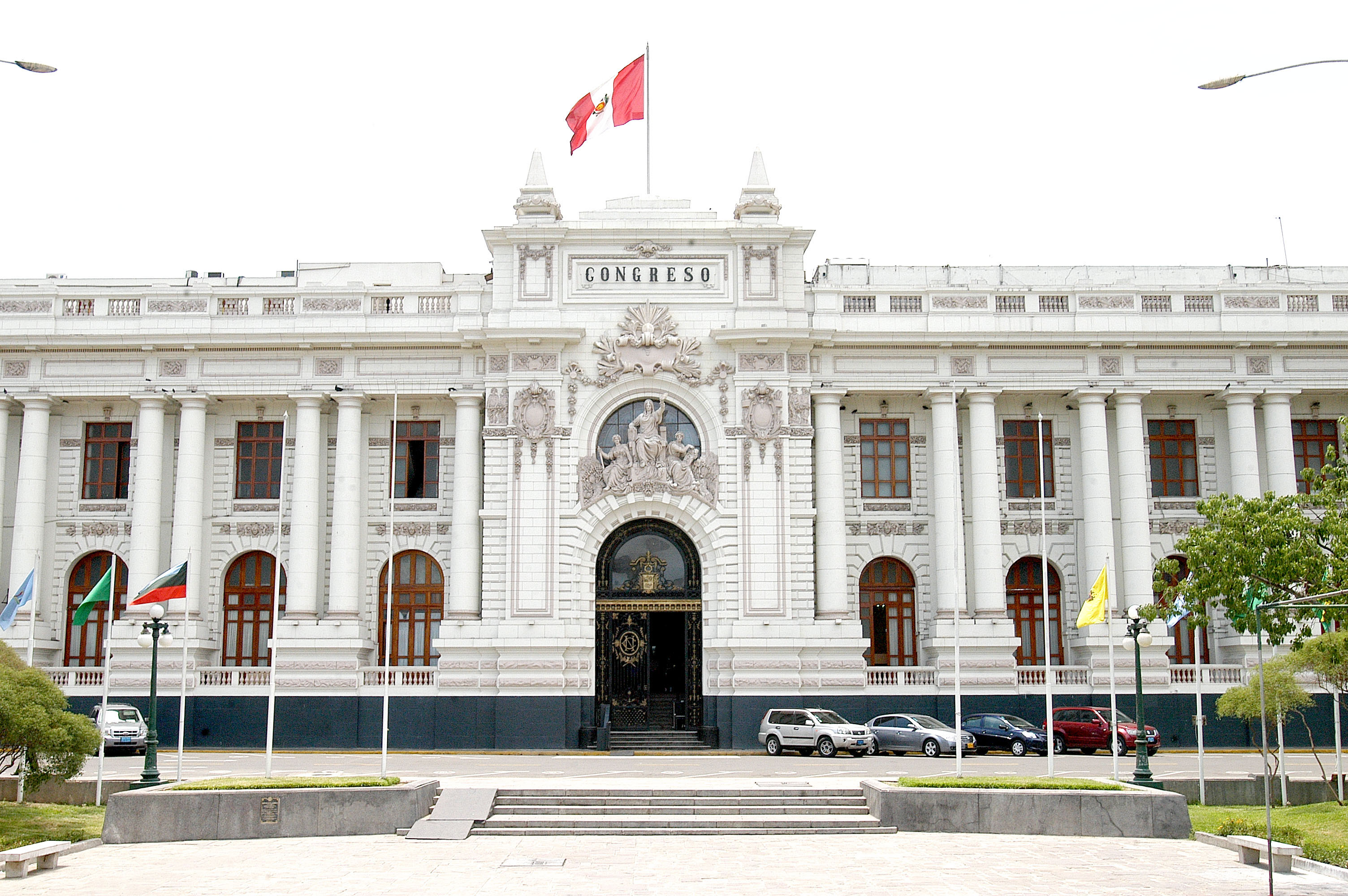
Congrès de la République (Pérou).

Le système politique du Pérou est la démocratie. L'actuelle présidente de la république du Pérou est Dina Boluarte.
Selon les enquêtes de Latinobarómetro, les Péruviens sont avec les Honduriens et les Mexicains les Latino-américains qui ont la plus mauvaise image de leur système politique. En 2014, plus d’une centaine de candidats aux régionales et aux municipales sont suspectés d’avoir des liens avec le narcotrafic.
L’historien Antonio Zapata décrit le Pérou comme un « pays de droite », l’unique gouvernement de gauche de l’histoire contemporaine étant celui de Juan Velasco Alvarado (1968-1975), auteur de la réforme agraire et de la nationalisation des secteurs stratégiques. Actuellement, la quasi-totalité des grands médias et des partis politiques sont en faveur du libéralisme économique.

## Histoire
En 1924, depuis Mexico, des meneurs de la Réforme universitaire au Pérou et contraints à l'exil par le gouvernement fondent l'Alliance populaire révolutionnaire américaine, qui exercera une influence majeure sur la vie politique du pays. L'APRA est ainsi en grande partie une expression politique de la Réforme universitaire et des luttes ouvrières menées dans les années 1918-1920. Le mouvement puise ses influences auprès de la révolution mexicaine et de la Constitution de 1917 qui en est issue, notamment sur les questions de l'agrarisme et de l'indigénisme, et à un degré moindre de la révolution russe. Proche du marxisme (son dirigeant, Haya de la Torre, déclare en effet que « l'APRA est l'interprétation marxiste de la réalité américaine »), elle s'en éloigne pourtant sur la question de la lutte des classes et sur l'importance donnée à la lutte pour l’unité politique de l’Amérique latine.
En 1928 est fondé le Parti socialiste péruvien notamment sous l'impulsion de José Carlos Mariátegui, lui-même ancien membre de l'APRA. Le parti crée peu après, en 1929, la Confédération générale des travailleurs.
Le Pérou est dirigé par deux régimes militaires successifs de 1968 à 1980, d'abord de gauche (1968-1975) sous la direction de Juan Velasco Alvarado, puis de droite (1975-1980) sous Francisco Morales Bermúdez Cerruti. Ce dernier collabore ponctuellement à l'opération Condor, un accord entre plusieurs dictatures latino-américaines, appuyé par les États-Unis, visant à faciliter l’espionnage, la répression et l’assassinat d'opposants politiques.
Le président Alberto Fujimori, élu en 1990, inaugure dès 1992 un retour à un régime autoritaire à la suite d'un « auto-coup d'État » et conserve le pouvoir jusqu'en 2000, date à laquelle il est contraint de fuir le pays à la suite d'une mobilisation populaire. Il fera par la suite l'objet de plusieurs peines de prison pour crime contre l’humanité (ayant permis à des escadrons de la mort d'éliminer des militants d’extrême gauche et des syndicalistes) et d'instaurer des pratiques de corruption.
Le pays connait une crise politique en novembre 2020 à la suite de la destitution par le Parlement du président Martín Vizcarra, suspecté de corruption. Des manifestations massives s’ensuivent et aboutissent à la démission du très impopulaire président par intérim Manuel Merino, lui-même suspecté de corruption. Il est alors remplacé par Francisco Sagasti, un ancien député proche de Martín Vizcarra, donnant au Pérou son troisième président en l'espace d'une semaine.
L'élection de Pedro Castillo, un instituteur d'origine paysanne, à la présidence en juin 2021, a bousculé un paysage politique traditionnellement dominé par l’élite de Lima et la droite. Sa destitution par le Congrès en décembre 2022 conduit à des semaines de manifestations par ses partisans, dont la répression fait des dizaines de morts.

### Corruption dans la vie politique
La corruption est très présente dans la vie politique péruvienne. L’affaire Odebrecht est l’affaire la plus médiatisée : 28 millions de dollars ont été versés par la multinationale brésilienne à quatre présidents péruviens (Alejandro Toledo, 2001-2006 ; Alan Garcia, 2006-2011 ; Ollanta Humala, 2011-2016 ; Pedro Pablo Kuczynski, 2016-2018) pour obtenir des chantiers considérables comme celui de la route interocéanique entre le Pérou et le Brésil.
Le pouvoir judiciaire est atteint en 2018 par des révélations concernant un vaste réseau de corruption lié à l’organisation criminelle Les Cols blancs du port, qui a infiltré les plus hautes sphères de la justice. « Une organisation qui commettait des délits d’extorsion, des assassinats et qui cherchait la protection de l’appareil judiciaire pour garantir son impunité », explique l'avocat Rafael Chanjan, spécialisé sur la lutte contre la corruption. De hautes personnalités sont concernées : le procureur général du Pérou, Pedro Chavarry, des juges, des procureurs, des personnalités politiques (essentiellement liées au parti Force populaire), et des chefs d’entreprises.

### Violences politiques
Le Pérou a été touché par le terrorisme du Sentier lumineux et du Mouvement révolutionnaire Túpac Amaru, principalement dans les années 1980 et 1990, dans le cadre du conflit armé péruvien. Les forces de sécurité ont également été responsables de nombreuses exactions. La violence s'est très majoritairement abattue sur les secteurs les plus pauvres de la population péruvienne. En 2001, une Commission de la Vérité et de la Réconciliation fut créée par le gouvernement afin d'établir un rapport sur les causes de ce conflit. Celle-ci a estimé les pertes totales à 70 000 (civils, guérilleros et militaires confondus) entre 1980 et 2000, estimant que 54 % des exactions étaient imputables aux guérillas et 46 % aux forces gouvernementales. Une étude universitaire parue en 2019 conteste les chiffres de la commission. Selon elle, le conflit aurait fait 48 000 victimes, dont une majorité provoquée par les opérations de l'armée péruvienne et de ses auxiliaires.
Le Pérou est considéré par l'ONG Global Witness comme étant le quatrième pays le plus dangereux au monde pour les défenseurs de l'environnement, après le Brésil, le Honduras et les Philippines. Les assassinats de militants écologistes y sont en augmentation ces dernières années.

### Partis politiques
Selon le journal Le Monde, la plupart des partis politiques péruviens sont des conglomérats d’intérêts particuliers. « Ce qu’on appelle le centre, ce sont des franchises créées par des millionnaires sans autre doctrine que celle de défendre leurs affaires » , explique le journaliste Marco Sifuentes.

## Les différents pouvoirs

### Le pouvoir exécutif
Assuré par le président et les deux vice-présidents de la République, élus ensemble pour un mandat politique de cinq ans au suffrage universel direct. La Constitution de 1993 permet une réélection, mais depuis novembre 2000 (à la chute du régime fujimoriste), date de la modification de l’article 112 de la Constitution, il ne peut pas être réélu consécutivement (ce fut le cas d'Alberto Fujimori). Tous les citoyens ayant 18 ans ou plus ont le droit de voter. Le vote est obligatoire dans la mesure où celui qui ne vote pas doit payer une amende (132 soles en 2005). Le premier et le second vice-présidents sont aussi élus par les citoyens, mais n'ont pas de fonction constitutionnelle sauf si le président est incapable d'assurer ses fonctions.
Le président de la République désigne le Conseil des ministres et son président. Tous les décrets ou projets de lois doivent être approuvés par le Conseil des ministres avant d'être votés au Congrès.
La présidente de la République est Dina Boluarte depuis le 7 décembre 2022.

### Le pouvoir législatif
Sous le nom de Congrès de la République, le pouvoir législatif péruvien est constitué d'une seule chambre de 120 membres jusqu'en 2011 et 130 membres depuis cette date, élus au suffrage direct. Le Pérou est divisé en plusieurs régions administratives en proportion à la population de chacune. Le Congrès de la République est renouvelé totalement tous les cinq ans. Les dates de début et de fin de la législature du Congrès coïncident avec celles du mandat du Président.
Le Congrès propose et vote les lois, il exerce également les fonctions de contrôle et d'investigation des actions du pouvoir exécutif.

### Le pouvoir judiciaire
La Cour suprême, composée du président et de 12 juges, est à la tête du pouvoir judiciaire.

## Administration
Le Pérou est divisé en 24 régions (departamentos) et la province de Callao. Les départements sont composés de provinces, elles-mêmes composées de districts.
Ces 24 départements sont : Amazonas, Ancash, Apurimac, Arequipa, Ayacucho, Cajamarca, Callao*, Cusco, Huancavelica, Huánuco, Ica, Junin, La Libertad, Lambayeque, Lima, Loreto, Madre de Dios, Moquegua, Pasco, Piura, Puno, San Martín, Tacna, Tumbes, Ucayali.
La province de Lima n'appartient à aucune région et bénéficie d'un statut spécial.

## Partis politiques et leaders
- Movimiento Nacionalista Peruano ou MNP (Isaac Humala Nuñez)
- Fuerza Social ou FS (Susana Villaran)
- Pérou possible ou PP (Alejandro Toledo)
- Movimiento Etnocacerista (Antauro Igor Humala Tasso)
- Unité Nationale ou UN (Lourdes Flores Nano)
- Parti de l'action populaire ou AP (Valentín Paniagua)
- Parti Apriste Péruvien ou PAP (Alan García)
- Union pour le Pérou (Ollanta Moisés Humala Tasso)
- Partido Avanza Pais (Ulises Humala Tasso)
- Parti communiste péruvien (Renan Raffo Muñoz)
- Podemos Perú
- Parti violet